# Паритта

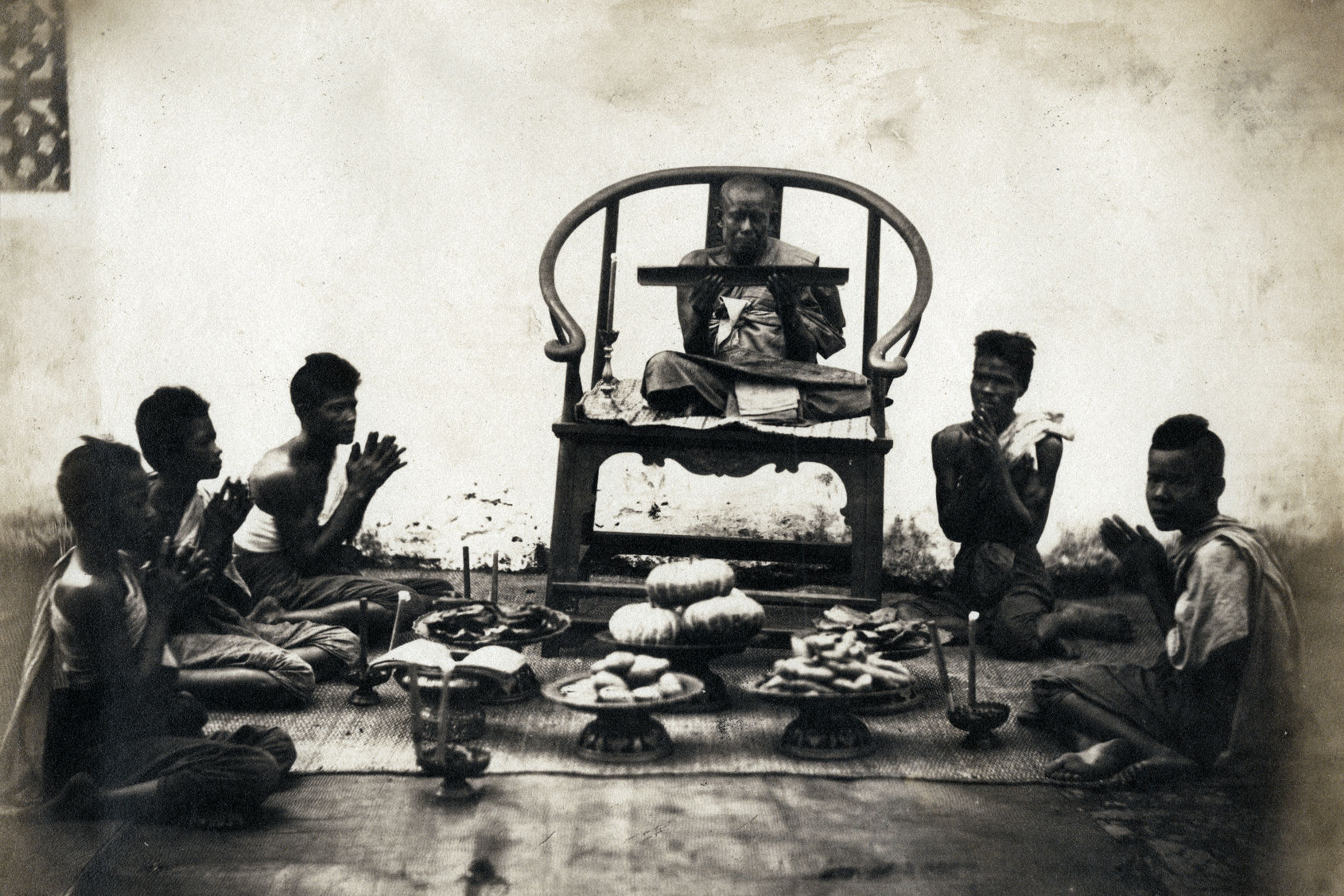
Буддійський чернець зачитує мирянам паритта-сути

Паритта (палі), що зазвичай перекладається як захист або оборона, відноситься до конкретних буддійських віршів і промов, які читаються, щоб уникнути нещастя або небезпеки, а також до практики декламації віршів і промов. Практика декламації або прослуховування паритта-сутт виникла дуже давно в історії буддизму.

## Використання
У палійській літературі ці короткі вірші рекомендовані Буддою як засоби захисту від певних страждань. Віра в ефективну силу зцілення або захисту від сакка-кірії, або твердження про щось цілком істинне, є аспектом роботи, яка приписується паритті.
Також широко поширена думка, що цілонічне декламування паритти ченцями приносить суспільству безпеку, мир і добробут. Такі декламації також відбуватимуться під час сприятливих подій, таких як урочисте відкриття нового храму чи будинку, або для надання благословень тим, хто чує. І навпаки, промови паритти читаються також у несприятливих випадках, наприклад, на похоронах або в річницю смерті близької людини. Їх також можна читати, щоб заспокоїти ворожих духів. Махавамса містить найдавнішу історичну згадку про цю практику, описуючи, як Упатісса I з Анурадхапури наказав ченцям читати Ратана-сутту протягом ночі в період, коли Шрі-Ланка була уражена чумою та хворобами.

## Типи дискурсу
Є кілька віршів парити, які визначені як такі в Палійському каноні.

### Благоговійне
Більшість паритт включають прославлення Будди або, ширше, Прихистку (Будда, Дхарма, Санґга). З цих паритт однією з найвідоміших є Ратана Сутта (Sn 2.1), де, наприклад, частково сказано:
Якими б скарбами не були тут чи в потойбіччі, які б дорогоцінні камені не були в небесних світах, ніщо не можна порівняти з Татхагатою (Ідеальним). Цією дорогоцінною перлиною є Будда. Через це (твердження) істини може бути щастя.

### Пошук допомоги
Кілька паритт включають пряме прохання про допомогу Будди. Приклади цього типу париттових віршів можна побачити в Кандіма-сутта (SN 2.9) і Сурія-сутта (SN 2.10) Сам’ютта-Нікаї. У цих двох писаннях божества Чандра та Сур'я захищають себе від нападу божества затемнення Раху, декламуючи короткі вірші, вихваляючи Будду та благаючи про його захист:
«О Будда, Герой, ти повністю вільний від усього зла. Моє обожнювання перед тобою. Я впав у біду. Будь моїм притулком».
У цих випадках показано, що Будда конкретно чує паритту і відповідає на неї; він наказує Раху звільнити полонених божеств, а не «розколоти його голову на сім частин».

### Благословення
Інший тип паритти покладається на чесноти особи, яка, за словами Канону, читає паритту, а не на чесноти Будди. Цей тип паритти можна побачити в Ангулімала Сутті, історії про вбивцю, який став ченцем Ангулімала. Проходячи повз вагітну жінку, яка переживає важкі пологи, Ангулімала спонукається надати допомогу. Запитуючи Будду, як він може допомогти, Будда каже йому надати своєрідне благословення жінці, прочитавши короткий вірш, який проголошує його власну чесноту:
Сестро, оскільки я народився в благородному походженні, я не пригадую, щоб навмисно вбивав живу істоту. Завдяки цій істині нехай буде благополуччя для вас, благополуччя для вашого плоду.
Зараз цей вірш використовується як благословення для майбутніх матерів у буддійській традиції Тхеравади.

## Форми вираження
Будда та аргати (Довершені) можуть зосередитися на паритта-суттах без сторонньої допомоги. Однак, коли вони хворі, їм легше слухати те, що декламують інші, і таким чином зосередити свій розум на дхармі, що міститься в суттах, а не думати про дхарму окремо. Бувають випадки, як у випадку хвороби, які послаблюють розум (у випадку мирян), коли гетеронавіювання виявляється ефективнішим, ніж самонавіювання. У Гілана Сутті навіть самому Будді інший монах прочитав Сім Факторів Просвітлення (Боджганґа), щоб одужати від тяжкої хвороби.
У той час як тексти паритти зазвичай читаються вголос, відомі й інші носії. У Таїланді тексти парити друкуються на невеликих клаптиках тканини із зображеннями Будди або відомих ченців. Подібний текст — часто написаний шрифтом Khom Thai — іноді додається до татуювань, які, як вважають, мають захисну силу, відомі як Sak Yant.